# 4.ª Flotilha de Combate Naval
A 4ª Flotilha de Combate Naval (em sueco: Fjärde sjöstridsflottiljen; também designada pela sigla 4. sjöstridsflj) é uma unidade de combate da Marinha da Suécia, estacionada na Base Naval de Berga, em Berga, uma localidade a sul de Estocolmo, situada perto do Mar Báltico, e contando ainda com uma divisão destacada em Skredsvik, no fiorde Gullmarsfjorden, perto da cidade de Lysekil, na Costa Oeste da Suécia.     .

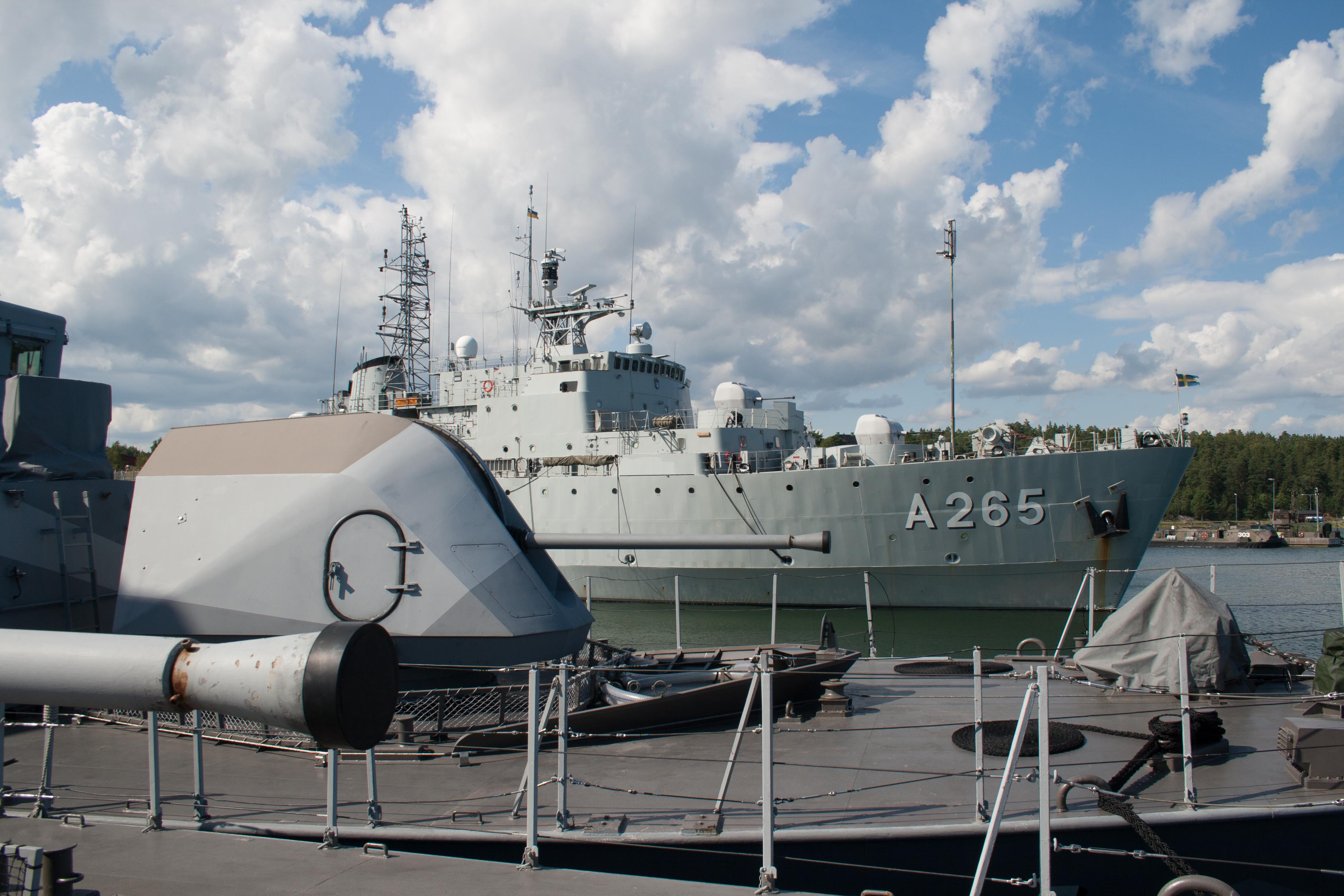
Navios de guerra na Base Naval de Berga

## Missão
A flotilha está vocacionada para a vigilância e defesa do espaço marítimo e aéreo sueco, tendo capacidade para a remoção de minas, caça aos submarinos, e combate naval à superfície, no ar e debaixo de água.

Sediada na Base Naval de Berga, localizada a sul de Estocolmo, na ilha de Södertörn, na costa do Mar Báltico, dispõe ainda de uma Divisão de Mergulhadores Especiais, destacada em Skredsvik, no fiorde Gullmarsfjorden, perto da cidade de Lysekil, na Costa Oeste da Suécia.

O seu pessoal é constituído por 550 efetivos, incluindo oficiais profissionais, militares em serviço permanente e funcionários civis.

## Unidades de combate
A flotilha dispõe de várias unidades de combate (krigsförband):

- 41ª Divisão de Corvetas
- 42ª Divisão de Desminagem
- 44ª Divisão de Mergulhadores Especiais

## Navios da flotilha
A 4ª Flotilha de Combate Naval dispõe de vários navios:

- Divisão de Corvetas:
  - HMS Gävle (K22) - Corveta da Classe Göteborg
  - HMS Sundsvall (K24) - Corveta da Classe Göteborg
  - HMS Helsingborg (K32) - Corveta da Classe Göteborg
  - HMS Härnösand (K33) - Corveta da Classe Visby
- Divisão de Desminagem: 
  - HMS Koster (M73) - Draga-minas da Classe Koster
  - HMS Kullen (M74) - Draga-minas da Classe Koster
  - HMS Ven (M76) - Draga-minas da Classe Koster

- Divisão de Apoio Logístico:
  - HMS Trossö (A264)

- Divisão de Mergulhadores Especiais (Röjdykardivisionen)
  - HMS Spårö (M12) - Navio de mergulhadores da Classe Spårö

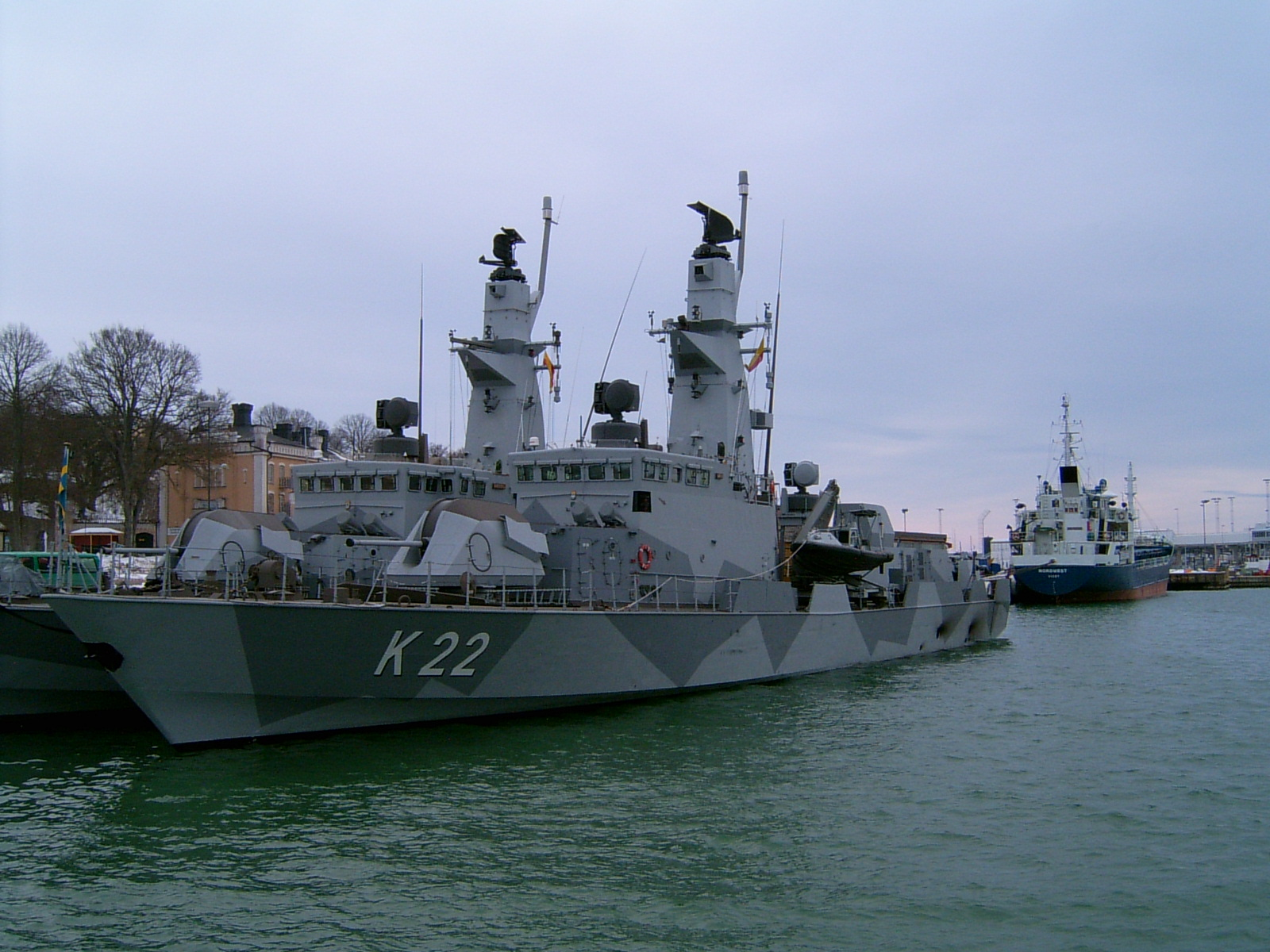
Corveta HMS Gävle
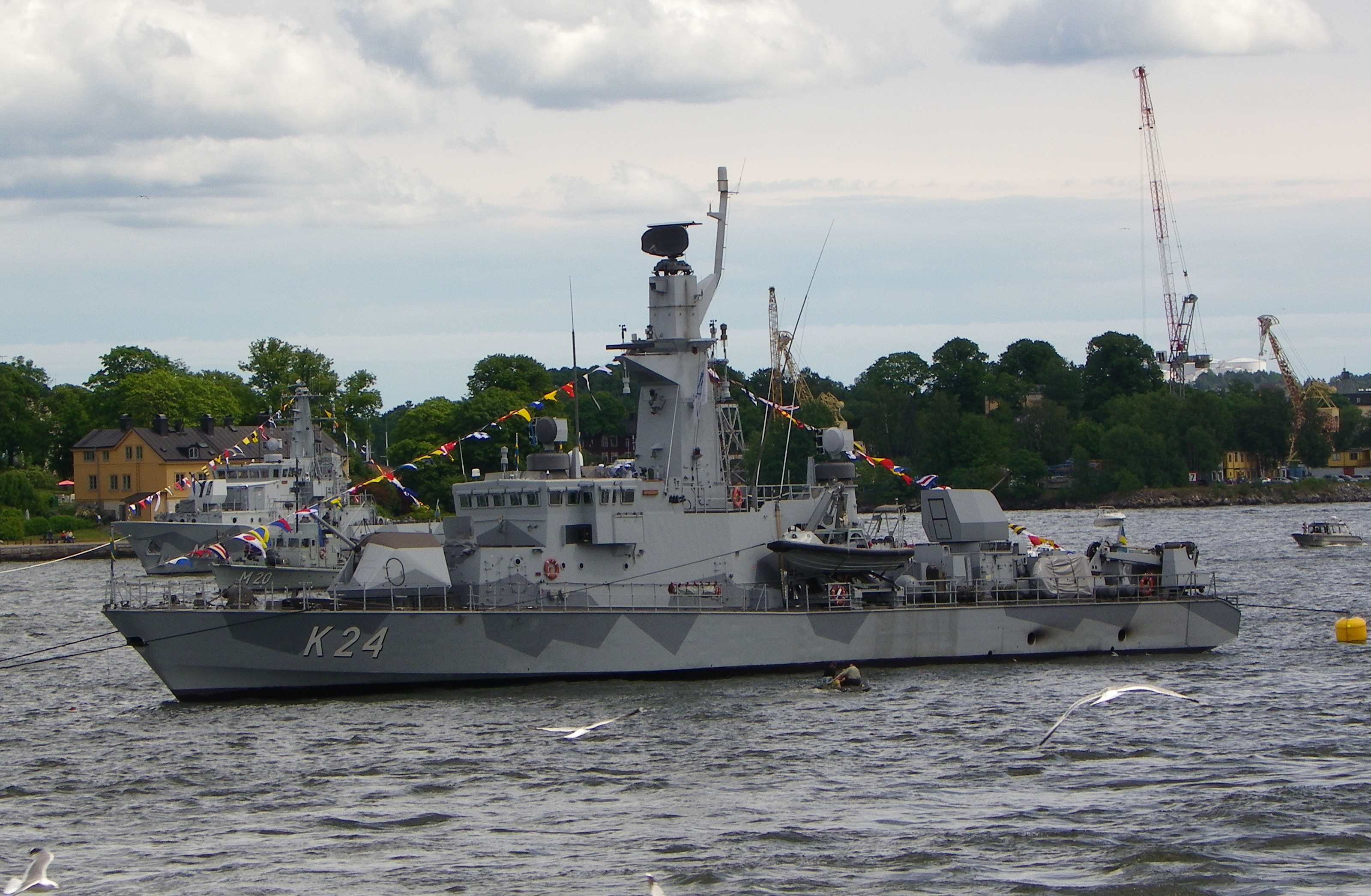
Corveta HMS Sundsvall
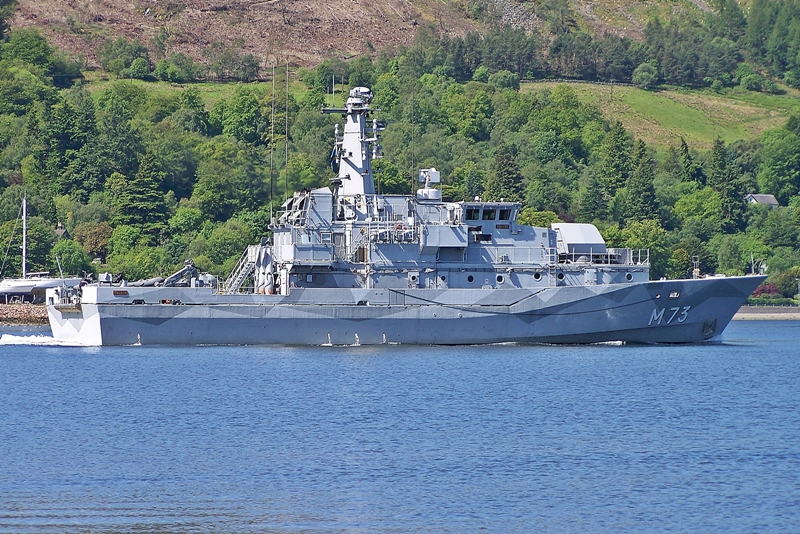
Draga-minas HMS Koster
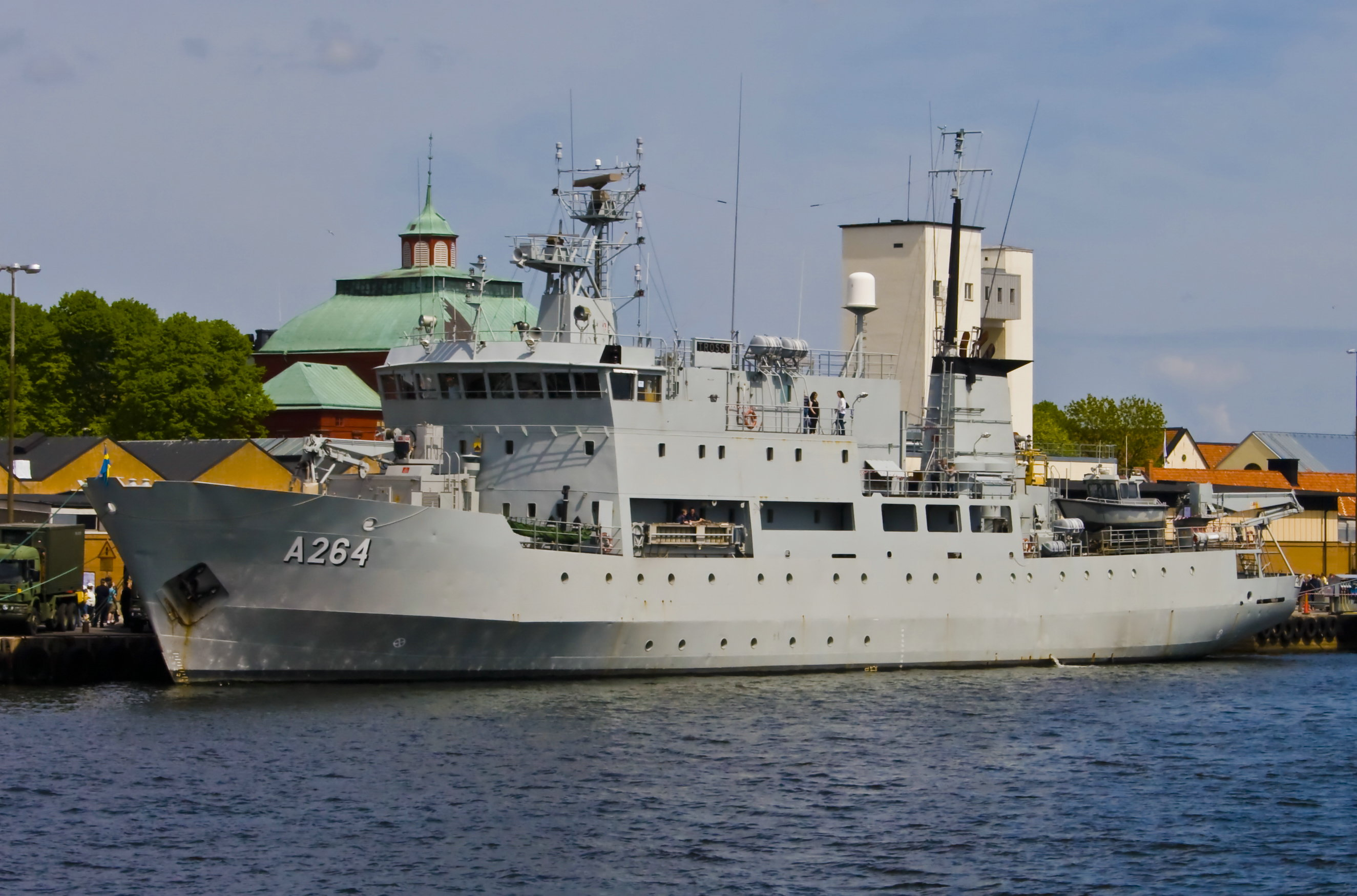
Navio de Apoio Logístico HMS Trossö